# La Terreur du masque rouge
Pour plus de détails, voir Fiche technique et Distribution.
La Terreur du masque rouge (titre original : Il terrore della maschera rossa) est un film italien de Luigi Capuano sorti en 1960.

## Synopsis
Dans l'Italie du XVIe siècle, le duc Astolfo fait régner la terreur dans ses terres. À la tête d'un groupe de hors-la-loi, un mystérieux cavalier, dont personne ne connait le visage, lutte contre le tyran. Marco loue son épée au duc et s'engage dans ses gardes. Très vite, il comprend la fourberie d'Astolfo et il rejoint les rebelles.

## Fiche technique
- Titre original : Il terrore della maschera rossa
- Réalisation : Luigi Capuano
- Scénario : Marcello Ciorciolini, Roberto Gianviti , Luigi Capuano et Vittorio Metz
- Adaptation française[1] : Jacques Michau, dialogues Lucette Gaudiot
- Directeur de la photographie : Mario Montuori, Cinemascope, Eastmancolor
- Montage : Antonietta Zita
- Musique : Carlo Innocenzi
- Costumes et décors : Giancarlo Bartolini Salimbeni
- Maitre d’armes : Andrea Fantasia  et Franco Fantasia
- Production : Jonia film et Incir, Angelo de Paolis
- Distribution en France :Cosmopolis films et les films Marbeuf
- Genre : Film d'aventures
- Pays : Italie
- Aspect ratio : 2.35 : 1
- Durée : 92 minutes
- Date de sortie :
  -  Italie : 23 janvier 1960
  -  France : 22 juillet 1960

## Distribution
- Lex Barker (VF : Marc Cassot) : Marco
- Chelo Alonso (VF : Michele Bardollet) : Kerima la gitane
- Liana Orfei (VF : Joelle Janin) : Jolanda
- Livio Lorenzon  (VF : Jean-Marie Amato) : Le duc Astolfo
- Franco Fantasia  (VF : Alain Quercy) : Egidio
- Ugo Sasso  (VF : Serge Nadaud) :Le chef rebelle
- Marco Guglielmi  (VF : Jean Claudio) : Ivano le gitan
- Luigi Tosi  (VF : Jacques Deschamps) :Martial le bouffon
- Enrico Glori (VF : Yves Brainville)  :Le chef gitan
- Benito Stefanelli (VF : Raymond Loyer)  :Le rebelle torturé
- Riccardo Billi  (VF : Fernand Rauzena) :Fanello
- Elio Crovetto :Uguccione
- Bruno Scipioni  : Un rebelle
- Oscar Andriani  (VF : Jacques Berlioz) :Evariste ,l'emissaire de Gallien
- Eugenia Tavoni  :Servante de Jolanda
- Arturo Bragaglia  (VF :  Jacques Berlioz) : Le vieillard
- Pino Mattei : Un soldat
- Nello Pazzafini  (VF : Jacques Deschamps) :Un soldat
- Mario Meniconi
- Amerigo Santarelli : Le bourreau
- Gino Scotti : Le moine